# Китайська залізниця

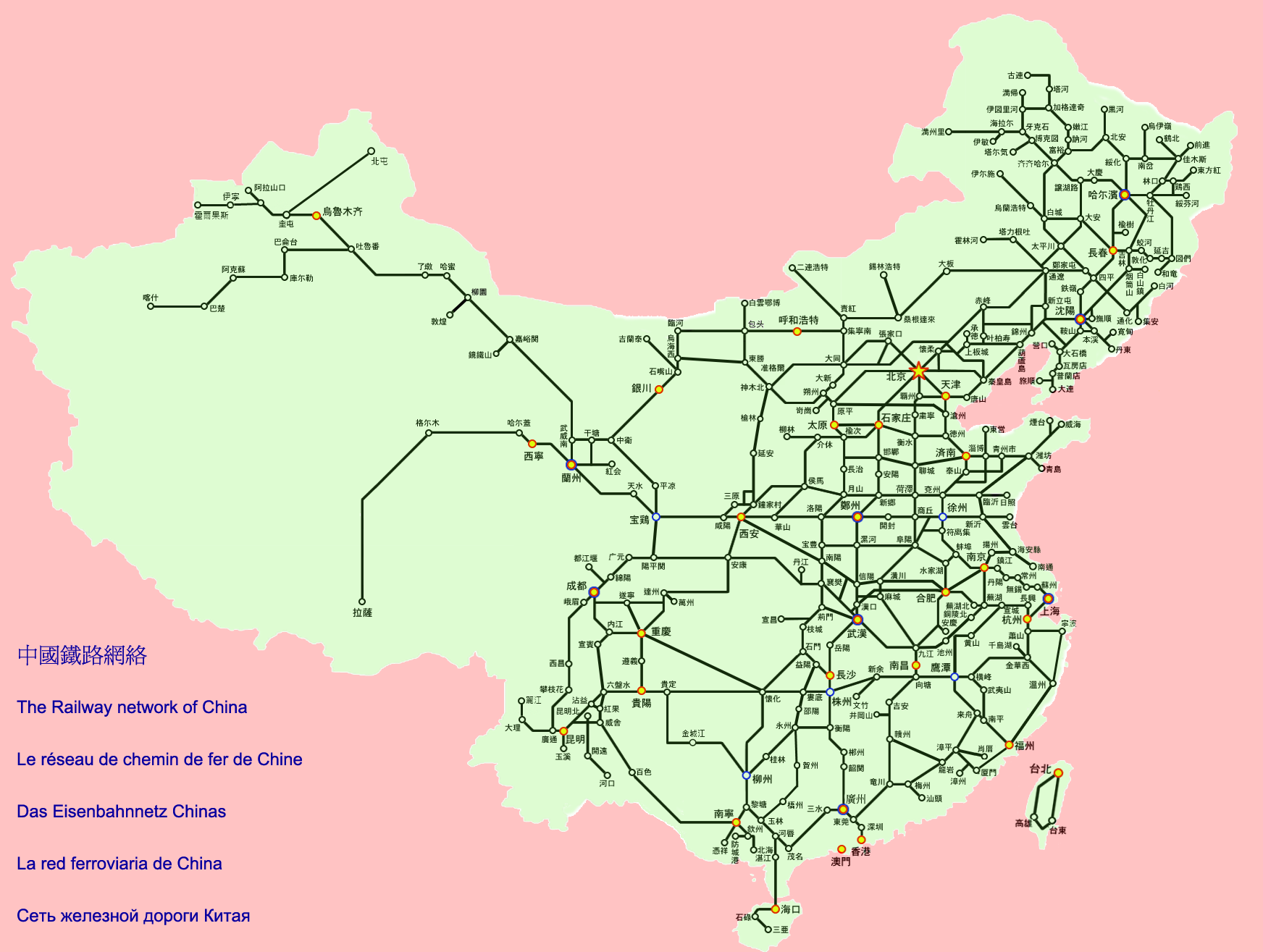
Схема залізниць Китаю

China Railways — китайська державна компанія, оператор національної мережі залізниць. Штаб-квартира — в Пекіні.

## Діяльність
Компанія діє під управлінням Міністерства шляхів сполучення Китаю. China Railways — одна з найбільших компаній у світі, загальна чисельність її персоналу становить понад 10 млн осіб.
Також через ряд дрібніших компаній China Railways здійснює контейнерні перевезення залізничною мережею.